# Techiman
Techiman (em Akan: Takyiman) é uma cidade e capital do Distrito Metropolitano de Techiman e da Região Leste de Bono, em Gana. A cidade está localizada a cerca de 51km de Sunyani e cerca de 100km de Kumasi. Tem um clima tropical de savana, com duas estações chuvosas e uma estação seca. Techiman tem uma população de 67.241 habitantes, segundo o censo de 2010 divulgado pelo Serviço Estatístico de Gana. A maioria dos grupos étnicos da cidade incluía os povos Akan, Bono, Gonja, Dagomba, Sisala e Mamprusi.
A cidade foi fundada em 1740 e estabelecida como o estado Bono-Tekyiman na década de 1940, depois que a capital do estado de Bono, Bono Manso, foi tomada em 1723. Após um referendo aprovado em 2018 com o foco na criação de novas regiões em Gana, Techiman foi selecionada para ser a capital da região recém-criada de Bono Leste.
Techiman é o local de um mercado agrícola ao ar livre, um dos maiores mercados da África Ocidental. Nele ocorre a maior parte da atividade econômica da cidade. A cidade possui uma herança étnica única, pois é o centro do povo Akan. Techiman também é um centro comercial em Gana, pois é o ponto de cruzamento de muitas estradas principais de cidades como Sunyani, Kumasi, Wa e Tamale.

## História

### Bono-Tekyiman
A cidade de Techiman era originalmente parte do estado de Bono. Depois que a cidade de Bono Manso (capital do estado) foi destruída pelo Império Asante, em 1723, durante a guerra Asante-Bono. A capital foi transferida para Techiman em 1740, que governou um reino muito reduzido sob a soberania Asante. Como vassalo, Techiman juntou-se aos Asante nas guerras contra Gonja em 1802, Gyaman em 1818, e Ewe na década de 1860.
Após a Terceira Guerra Anglo-Ashanti, uma confederação de estados Brong liderada por Gyaman, que incluía Techiman, tentou se separar do império com proteção britânica. Em 1877, Techiman foi destruída e a população fugiu para Gyaman. Somente em 1896 Asantehene Prempeh I permitiu que eles retornassem.
Entre 1896 e 1901, Techiman e os outros estados de Brong fizeram parte do "protetorado" Asante, mas eram administrados separadamente pelos britânicos. Techiman recuperou o controle de várias aldeias que haviam sido tomadas pelos Asante em 1723. Uma série de reorganizações coloniais trouxe Techiman de volta à alçada dos Asantehene.
Techiman se juntou ao Conselho de chefes da Confederação Asante em abril de 1936, mas o Techimanhene rapidamente descobriu que o conselho não seria a livre associação de estados que ele esperava. Techiman, juntamente com Dormaa, Drobo, Abease, Suma-Ahenkro e Antepim-Domase, separou-se da Confederação em 1952.

### Presente
Um referendo em 2018 foi aprovado com o foco na criação de novas regiões em Gana, o que resultou na seleção de Techiman como a capital da recém-criada Região Leste de Bono.

## Geografia

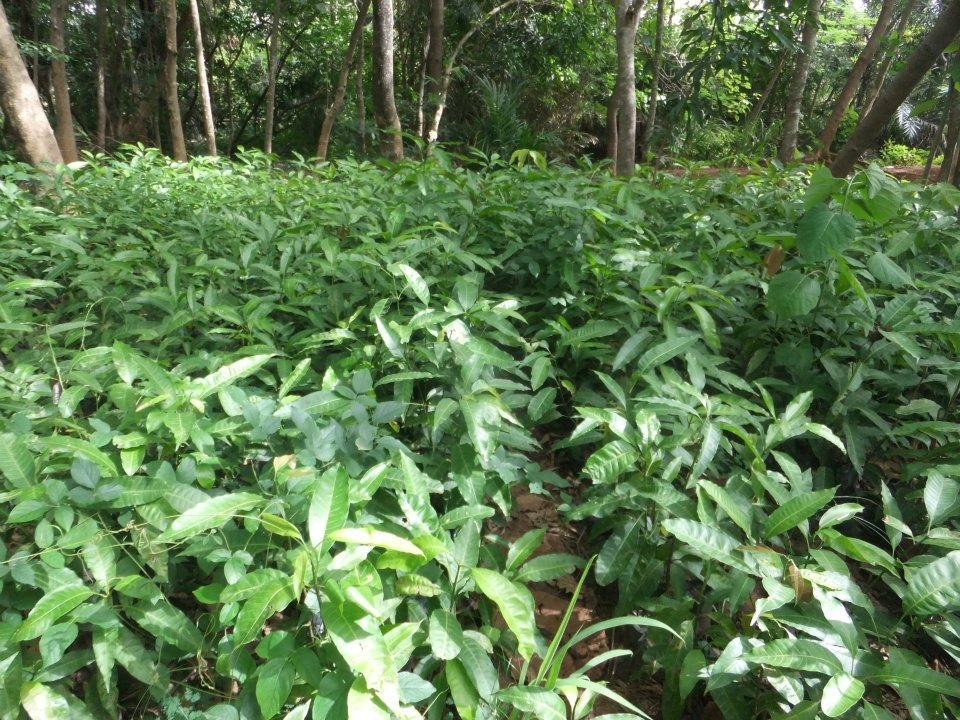
Viveiro de árvores em Techiman

Techiman está localizada nas coordenadas 7°35′00″N 1°56′10″W e a cerca de 51km de Sunyani e 105km de Kumasi.

### Área metropolitana
Techiman está localizada no Distrito Metropolitano de Techiman, que tem uma área de 649.0714 Km². A área metropolitana é delimitada por quatro distritos: o Distrito Norte de Techiman, o Distrito Municipal de Wenchi, os Municípios de Nkronza (Distrito Norte de Nkoranza e Distrito Municipal Sul de Nkoranza) e o Distrito Norte de Offinso.

### Clima
A cidade tem um clima tropical de savana (classificação climática de Köppen Aw ), caracterizado por duas estações chuvosas e uma estação seca. A principal estação chuvosa geralmente ocorre entre abril e julho, e a menor, entre setembro e outubro. A única estação seca ocorre de novembro a março do ano seguinte. A cidade recebe chuvas moderadas a fortes anualmente, com precipitação anual variando de 1.260 a 1.660mm. A temperatura média na cidade é 28°C com uma umidade relativa de cerca de 75–80% na estação chuvosa e 70–72% no resto do ano.

## Governo
A metrópole tem uma forma de governo de prefeito-conselho. O prefeito (chefe executivo) é nomeado pelo presidente de Gana e aprovado pelo conselho municipal, a Assembleia Metropolitana de Techiman.

## Demografia
Em 2010, o Censo realizado pelo Serviço Estatístico de Gana indicou que a cidade tinha uma população de 67.241 pessoas. Cerca de 95% da população é religiosa, sendo 69,5% cristãos, 27,4% islâmicos e 0,9% tradicionalistas. A maioria dos grupos étnicos da cidade é composta pelos Akans, Bono, Gonjas, Dagombas, Sisalas e Mamprusis.

## Paisagem urbana
Devido ao rápido crescimento da cidade e a sua localização e importância comercial, houve necessidade intensa de terras e moradias. Embora haja mais casas sendo construídas do que em qualquer outro período da história do país. A maioria das propriedades em Techiman são de chefes tradicionais.
Houve um declínio de moradias coletivas e um aumento de moradias isoladas (mesmo movimento que acontece no país). Uma exceção é Takofiano, uma comunidade de baixa renda de indígenas e migrantes localizada em Techiman, dominada por conjuntos habitacionais. Já Hansua, uma comunidade periurbana de alta renda, as moradias isoladas são a norma. A comunidade costumava ser uma área agrícola que agora está sendo reformada para as famílias ricas de Techiman.

## Economia

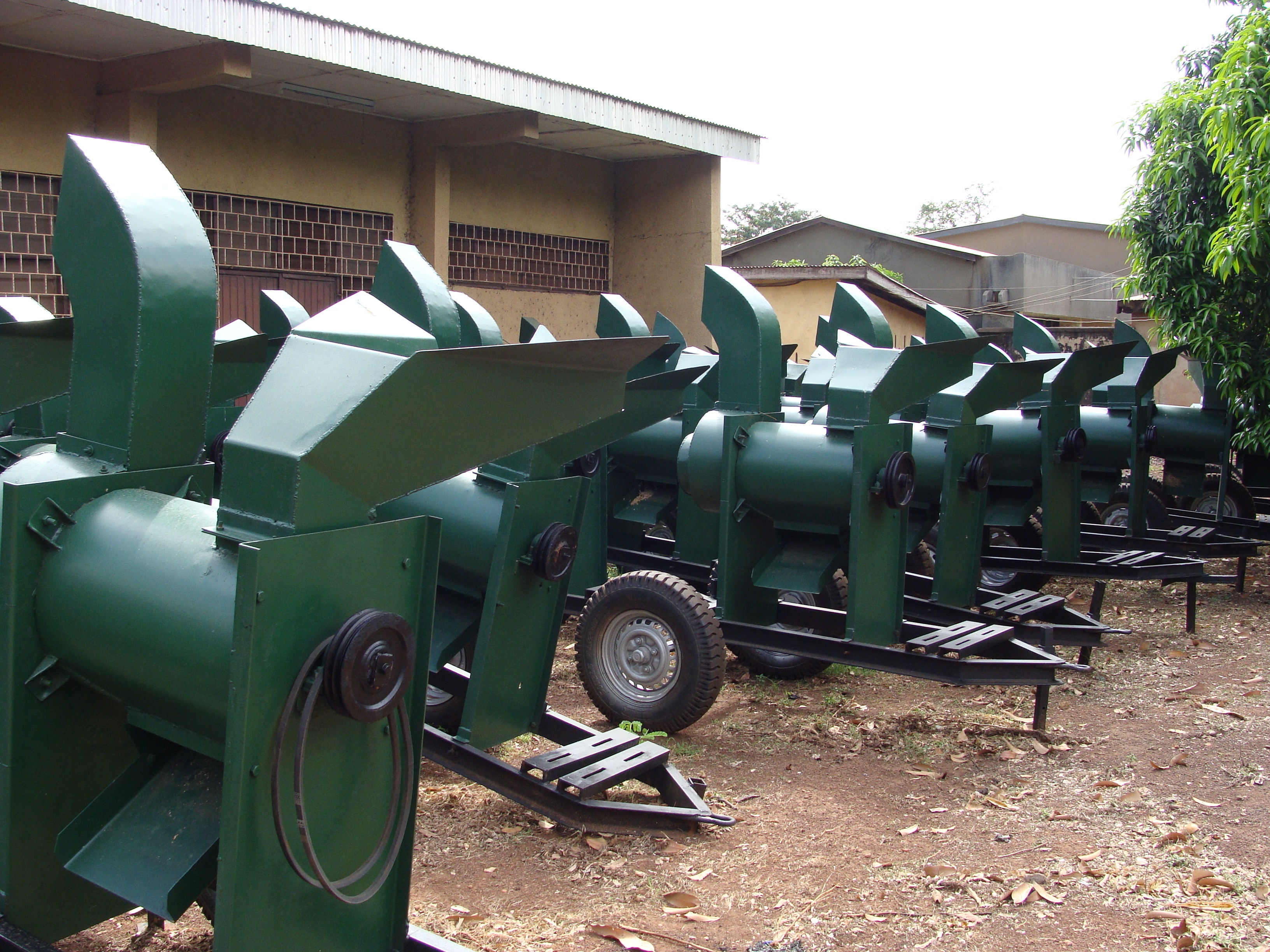
Equipamentos agrícolas em Techiman

O setor econômico empregador dominante é a agricultura (36%), seguido por serviços e vendas (28,2%). A economia da cidade é predominantemente rural.

### Agricultura
A agricultura / pecuária é o setor econômico que mais emprega (36% da população e 44% das famílias). Cerca de 48% é considerada em segurança alimentar. Uma em cada cinco famílias em Techiman sofre de insegurança alimentar grave.
Uma parcela significativa da terra usada para agricultura está sob controle do governo. A agricultura busca melhorar o uso da terra.

### Comércio
A maioria dos comerciantes fica no Mercado de Techiman, onde a comercialização de alimentos vem aumentando, principalmente por conta das comerciantes mulheres. O mercado é um dos maiores do país e da África Ocidental, fornece 70% das receitas metropolitanas na cidade. No geral, os preços no mercado durante os anos sem seca são mais variáveis do que os preços em Bolgatanga e Cape Coast.

### Organizações não-governamentais
Agrico Hub é uma ONG que capacita jovens a utilizar os meios de comunicação digitais para a inovação. Em uma parceria com o Ghana Tech Lab, organizou um start-up summit em 2021. A Rural Initiators and Motivators Development Association (RIMDA) tem uma filial na cidade e atua em prol do desenvolvimento social de moradores rurais e urbanos desfavorecidos.

## Cultura

### Esportes
Techiman é a casa de três clubes de futebol: Techiman Eleven Wonders, Ampem Darkoa Ladies FC e Techiman City FC. Todos jogam no Estádio Ohene Ameyaw, embora o Techiman Eleven Wonders tenha sido proibido de jogar no estádio durante a temporada 2020-21 da Premier League de Gana devido a preocupações relacionadas ao vírus COVID-19.

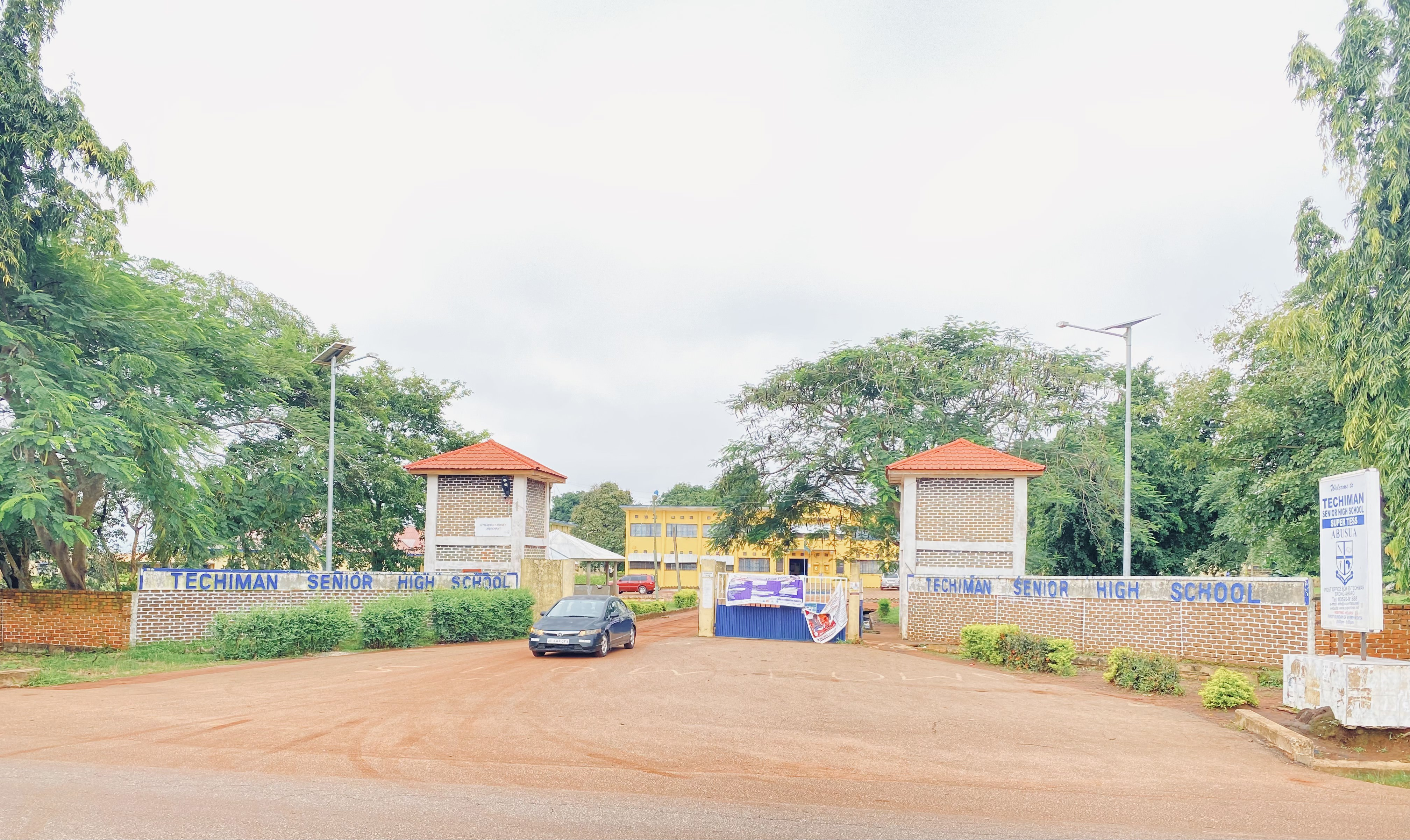
Escola Secundária em Techiman

## Educação
A Techiman Senior High School foi fundada em 1 de novembro de 1963 como parte do Fundo Fiduciário de Educação de Gana de Kwame Nkrumah com o apoio do então Omanhene de Techiman, Nana Kwakye Ameyaw II.

## Assistência médica
A administração é realizada pela Diretoria Regional de Saúde (RHD). O principal hospital da região é o Techiman Holy Family Hospital, estabelecido em 1954 pelas Irmãs da Missão Médica, de propriedade e operado pela Diocese de Techiman. A cidade tem um dos melhores Planos Nacionais de Seguro de Saúde com a Clínica Meli-med e o Centro de Saúde Techiman, ambos premiados como melhores instituições de saúde.

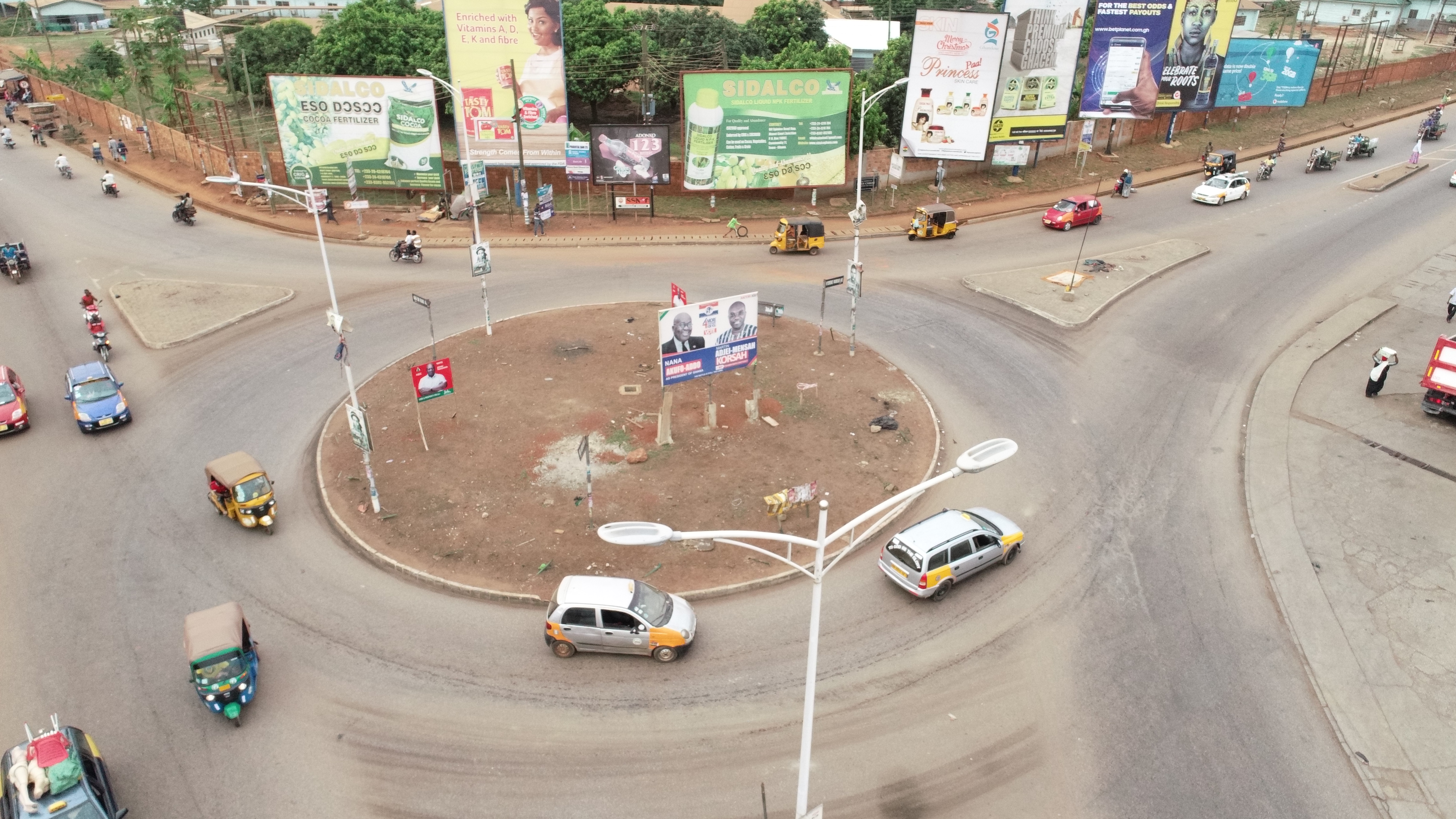
Uma rotatória em Techiman

## Transporte
Techiman é um centro comercial movimentado, porque estradas principais de Sunyani, Kumasi, Wa e Tamale se encontram na cidade. A estrada principal que passa por Techiman é a N10 e seu bom estado permite alto comércio entre as cidades de Bolgatanga, Tamale e Kumasi.

## Relações internacionais

### Cidades irmãs–cidades gêmeas
Techiman, em parceria com a cidade vizinha Sunyani, atualmente têm um relacionamento de cidade-irmã com:
- Tuscaloosa, Alabama (2011)[26]

## Pessoas notáveis
- Kamaldeen Sulemana, jogador de futebol profissional[27]
- Martin Kwaku Adjei-Mensah Korsah, político[28]
- Haminu Draman, jogador de futebol profissional[29]
- KABA, apresentador de rádio[30]